# فريدريك غارفيلد جيلمور
فريدريك غارفيلد جيلمور (بالإنجليزية: Frederick Garfield Gilmore)‏ (22 مايو 1887 بمونتريال في كندا - 17 مارس 1969 بلوس أنجلوس في الولايات المتحدة) هو ملاكم أمريكي، صنّف ضمن فئة وزن الريشة ‏. شارك في الألعاب الأولمبية الصيفية 1904.

## وصلات خارجية
- فريدريك غارفيلد جيلمور على موقع بوكس ريك (الإنجليزية) (registration required)
- فريدريك غارفيلد جيلمور على موقع اللجنة الأولمبية الدولية (الإنجليزية)
- فريدريك غارفيلد جيلمور على موقع أوليمبيديا (الإنجليزية)